# Polska na Mistrzostwach Świata w Lekkoatletyce 2009

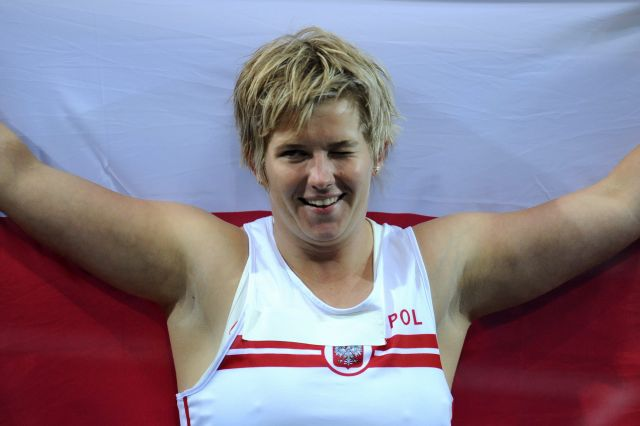
Anita Włodarczyk

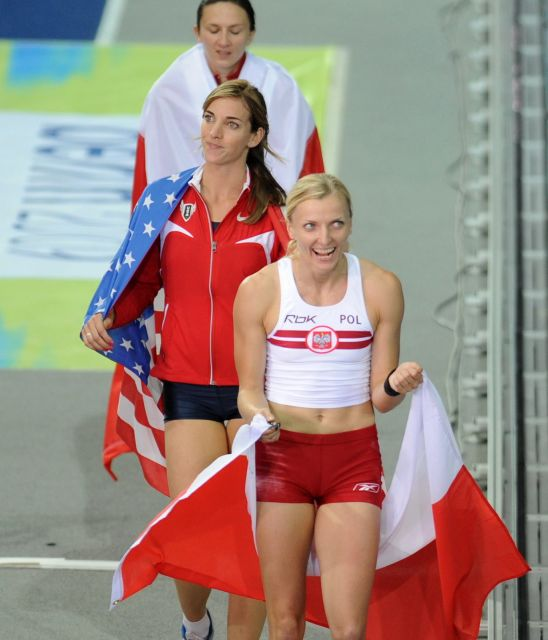
Anna Rogowska (na pierwszym planie) podczas mistrzostw świata w Berlinie (2009)

Polska na Mistrzostwach Świata w Lekkoatletyce 2009 – reprezentacja Polski liczyła 47 zawodników. W gronie tym znaleźli się m.in. medaliści igrzysk olimpijskich w Pekinie: Tomasz Majewski oraz Piotr Małachowski. Podczas zawodów Anita Włodarczyk ustanowiła rekord świata w rzucie młotem uzyskując wynik 77,96.
W klasyfikacji medalowej Polska – z ośmioma medalami – zajęła piąte miejsce. Był to najlepszy wynik w historii startów Polaków na lekkoatletycznych mistrzostwach świata.

## Występy reprezentantów Polski

### Mężczyźni

#### Konkurencje biegowe i chód
| Konkurencja | Zawodnik                                                                           | Runda 1  | Runda 1 | Runda 2    | Runda 2 | Półfinał     | Półfinał | Finał        | Finał   |
| Konkurencja | Zawodnik                                                                           | Rezultat | Pozycja | Rezultat   | Pozycja | Rezultat     | Pozycja  | Rezultat     | Pozycja |
| ----------- | ---------------------------------------------------------------------------------- | -------- | ------- | ---------- | ------- | ------------ | -------- | ------------ | ------- |
| 100 m       | Dariusz Kuć                                                                        | 10.46    | 44 Q    | 10.38      | 31      |              |          |              |         |
| 400 m       | Marcin Marciniszyn                                                                 |          |         | 45.77 (SB) | 22      |              |          |              |         |
| 800 m       | Marcin Lewandowski                                                                 |          |         | 1:48.41    | 36 Q    | 2:02.62      | 21 q     | 1:46.17      | 8       |
| 800 m       | Adam Kszczot                                                                       |          |         | 1:46.70    | 14 q    | 1:46.33      | 14       |              |         |
| 3000 m z p. | Tomasz Szymkowiak                                                                  |          |         |            |         | 8:27.93      | 19       |              |         |
| 110 m p. p. | Artur Noga                                                                         |          |         | 13.56      | 11 Q    | 13.43 (SB)   | 9        |              |         |
| Chód 20 km  | Artur Brzozowski                                                                   |          |         |            |         |              |          | 1:24.17      | 26      |
| Chód 20 km  | Jakub Jelonek                                                                      |          |         |            |         |              |          | 1:28.59      | 38      |
| Chód 50 km  | Grzegorz Sudoł                                                                     |          |         |            |         |              |          | 3:42.34 (PB) | 4       |
| Chód 50 km  | Rafał Augustyn                                                                     |          |         |            |         |              |          | 3:58.30      | 22      |
| Chód 50 km  | Rafał Fedaczyński                                                                  |          |         |            |         |              |          | DNF          | DNF     |
| 4 × 400 m   | Marcin Marciniszyn Piotr Klimczak Kacper Kozłowski Jan Ciepiela Rafał Wieruszewski |          |         |            |         | 3:03.23 (SB) | 9 Q      | 3:02.23 (SB) | 5       |

#### Konkurencje techniczne
| Konkurencja    | Zawodnik           | Kwalifikacje | Kwalifikacje | Finał      | Finał   |
| Konkurencja    | Zawodnik           | Rezultat     | Pozycja      | Rezultat   | Pozycja |
| -------------- | ------------------ | ------------ | ------------ | ---------- | ------- |
| Skok wzwyż     | Sylwester Bednarek | 2.27         | 12 q         | 2.32 (PB)  | brąz    |
| Skok wzwyż     | Grzegorz Sposób    | 2.20         | 26           |            |         |
| Skok o tyczce  | Łukasz Michalski   | 5.40         | 20           |            |         |
| Pchnięcie kulą | Tomasz Majewski    | 21.19        | 1 Q          | 21.91      | srebro  |
| Rzut dyskiem   | Piotr Małachowski  | 64.48        | 8 q          | 69.15 (NR) | srebro  |
| Rzut młotem    | Szymon Ziółkowski  | 77.89        | 2 Q          | 79.30 (SB) | srebro  |
| Rzut oszczepem | Igor Janik         | 75.20        | 31           |            |         |
| Rzut oszczepem | Adrian Markowski   | 74.13        | 33           |            |         |

### Kobiety

#### Konkurencje biegowe i chód
| Konkurencja | Zawodnik                                                           | Runda 1  | Runda 1 | Runda 2    | Runda 2 | Półfinał     | Półfinał | Finał    | Finał   |
| Konkurencja | Zawodnik                                                           | Rezultat | Pozycja | Rezultat   | Pozycja | Rezultat     | Pozycja  | Rezultat | Pozycja |
| ----------- | ------------------------------------------------------------------ | -------- | ------- | ---------- | ------- | ------------ | -------- | -------- | ------- |
| 800 m       | Anna Rostkowska                                                    |          |         | 2:02.37    | 4 Q     | 2:01.40      | 15       |          |         |
| 1500 m      | Lidia Chojecka                                                     |          |         | 4:09.38    | 22 q    | 4:06.53      | 7 q      | 4:07.17  | 7       |
| 1500 m      | Sylwia Ejdys                                                       |          |         | 4:08.59    | 12 Q    | 4:11.33      | 21       |          |         |
| 3000 m z p. | Katarzyna Kowalska                                                 |          |         |            |         | 9:26.93 (PB) | 10 Q     | 9:30.37  | 12      |
| 100 m p. p. | Joanna Kocielnik                                                   |          |         | 13.16 (SB) | 21 q    | 13.21        | 21       |          |         |
| 400 m p. p. | Anna Jesień                                                        |          |         | 55.57      | 10 Q    | 54.82        | 8        |          |         |
| Chód 20 km  | Agnieszka Dygacz                                                   |          |         |            |         |              |          | 1:38.36  | 28      |
| 4 × 100 m   | Iwona Ziółkowska Marta Jeschke Dorota Jędrusińska Iwona Brzezińska |          |         |            |         | 43.63        | 9        |          |         |

#### Konkurencje techniczne
| Konkurencja    | Zawodnik             | Kwalifikacje | Kwalifikacje | Finał      | Finał   |
| Konkurencja    | Zawodnik             | Rezultat     | Pozycja      | Rezultat   | Pozycja |
| -------------- | -------------------- | ------------ | ------------ | ---------- | ------- |
| Skok wzwyż     | Kamila Stepaniuk     | 1.92         | 16           |            |         |
| Skok o tyczce  | Anna Rogowska        | 4.55         | 1 q          | 4.75       | złoto   |
| Skok o tyczce  | Monika Pyrek         | 4.55         | 10 q         | 4.65       | srebro  |
| Skok o tyczce  | Joanna Piwowarska    | 4.25         | 22           |            |         |
| Skok w dal     | Teresa Dobija        | 6.55         | 10 q         | 6.58       | 10      |
| Trójskok       | Małgorzata Trybańska | 14.06        | 16           |            |         |
| Rzut dyskiem   | Żaneta Glanc         | 62.43        | 4 Q          | 62.66      | 4       |
| Rzut dyskiem   | Wioletta Potępa      | 59.54        | 17           |            |         |
| Rzut dyskiem   | Joanna Wiśniewska    | 58.85        | 21           |            |         |
| Rzut młotem    | Anita Włodarczyk     | 74.54        | 2 Q          | 77.96 (WR) | złoto   |
| Rzut oszczepem | Urszula Piwnicka     | 56.49        | 20           |            |         |

| Konkurencja | Zawodnik          | 100 m p.p. | 100 m p.p. | Skok wzwyż | Skok wzwyż | Pchnięcie kulą | Pchnięcie kulą | 200 m      | 200 m | Skok w dal | Skok w dal | Rzut oszczepem | Rzut oszczepem | 800 m   | 800 m | Finał     | Finał |
| Konkurencja | Zawodnik          | Rez.       | Pkt        | Rez.       | Pkt        | Rez.           | Pkt            | Rez.       | Pkt   | Rez.       | Pkt        | Rez.           | Pkt            | Rez.    | Pkt   | Rez.      | Poz.  |
| ----------- | ----------------- | ---------- | ---------- | ---------- | ---------- | -------------- | -------------- | ---------- | ----- | ---------- | ---------- | -------------- | -------------- | ------- | ----- | --------- | ----- |
| Siedmiobój  | Kamila Chudzik    | 13.50 (SB) | 1050       | 1.74       | 903        | 15.10 (PB)     | 868            | 24.33 (PB) | 949   | 6.55 (PB)  | 1023       | 48.72          | 835            | 2:18.58 | 843   | 6471 (SB) | brąz  |
| Siedmiobój  | Karolina Tymińska | 13.67 (SB) | 1026       | 1.71       | 867        | 13.75          | 777            | 23.87      | 993   | DNS        | DNS        | DNS            | DNS            | DNS     | DNS   | DNF       | DNF   |